# Lumpia
Il Lumpia è un piatto di origini cinesi molto simile agli involtini primavera consumato nelle cucine filippina e indonesiana. Il termine lumpia deriva dal dialetto hokkien lunpia (caratteri cinesi: 潤餅; pinyin: rùnbǐng; romanizzazione hokkien: jūn-piáⁿ, lūn-piáⁿ). La ricetta, sia nella versione fresca sia nella versione fritta, fu importata in tutto il sud-est asiatico dagli emigranti cinesi provenienti dalla provincia del Fujian e divenne popolare soprattutto nelle Filippine ed in Indonesia.
Il termine è stato poi esportato anche in paesi europei quali i Paesi Bassi ed è diventato il termine generico per indicare in lingua olandese qualsiasi tipo di involtino primavera, infatti nei Paesi Bassi questo piatto si chiama loempia. In Vietnam si prepara una variante del piatto in cui il ripieno viene avvolto completamente con della pasta più sottile ed è simile in dimensioni all'involtino primavera cinese.

## Varietà

### Filippine

#### Lumpiang Sariwa

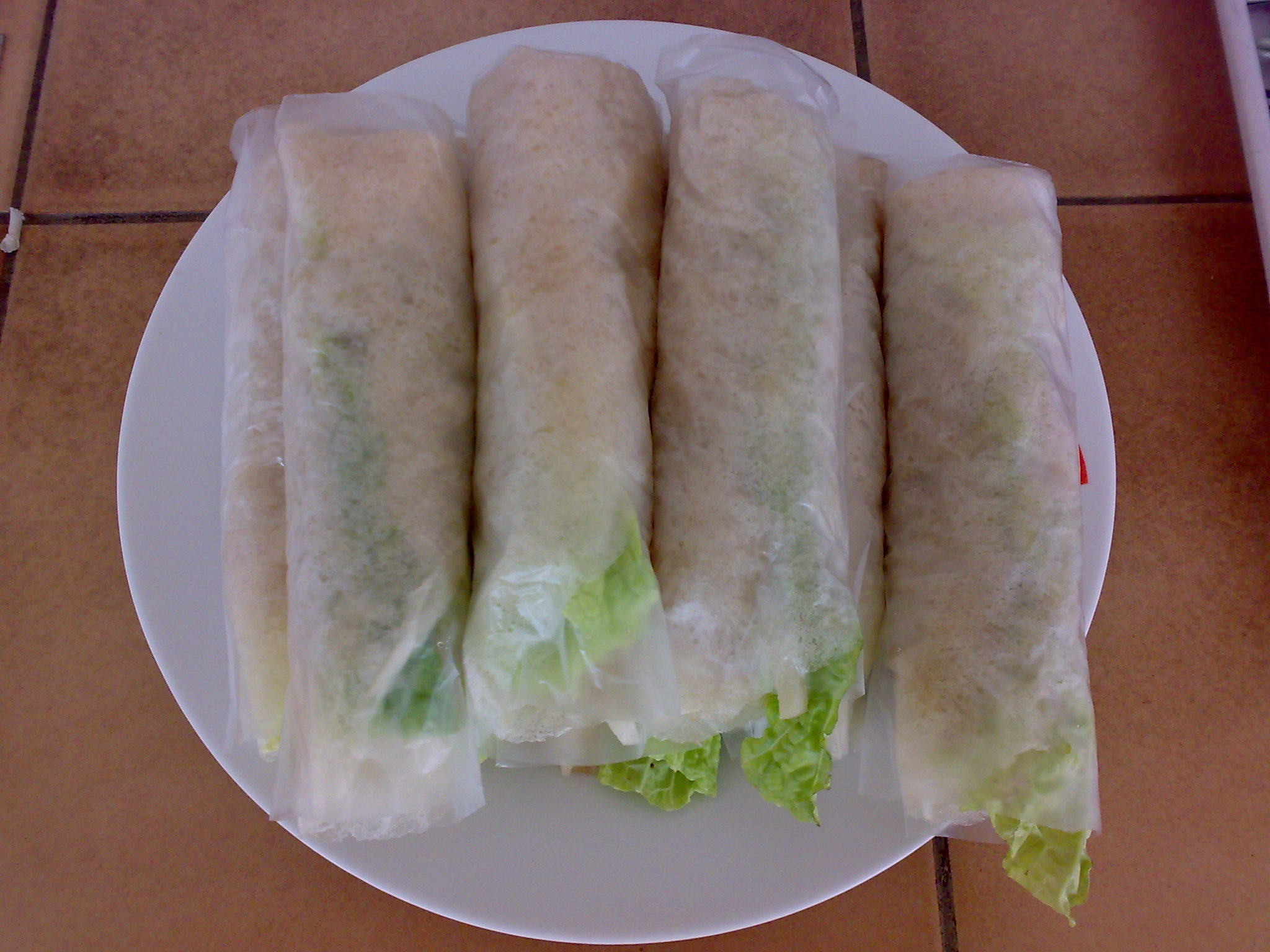
Lumpiang sariwa – lumpia fresco

Il Lumpiang Sariwa, tradotto come involtino primavera fresco, è ripieno di palmito, pezzetti di pollo, arachidi e rape. Viene avvolto in uno strato doppio di foglie di lattuga e sfoglia per crepes all'uovo. Il lumpia viene servito insieme ad una salsa composta di brodo di pollo o maiale, un mix di farine ed aglio fresco.
Questa varietà di involtino non viene fritta ed è la più popolare tra i lumpia filippini. Deriva da un involtino originario della Cina, chiamato popiah.

#### Lumpiang Hubad
Lumpiang Hubad vuol dire letteralmente "involtino primavera nudo", infatti esso è nient'altro che il Lumpiang Sariwa senza la pasta dell'involto.

#### Lumpiang Shanghai
Questa variante del lumpia è ripiena di carne di maiale o manzo macinata, cipolle triturate, carote e alcune spezie mescolate insieme a dell'uovo sbattuto. Talvolta sono anche presenti dei piselli. Testimonianze dell'influenza della cucina cinese sono particolarmente notevoli nel Lumpiang Shanghai, in quanto esso viene servito insieme alla tipica salsa agrodolce, tuttavia alcuni venditori di strada servono il lumpia Shangai con una salsa piccante.
L'involtino ha delle dimensioni fisse: un pollice di diametro e dai 4 ai 6 pollci in lunghezza.

#### Lumpiang Prito/Lumpiang Gulay

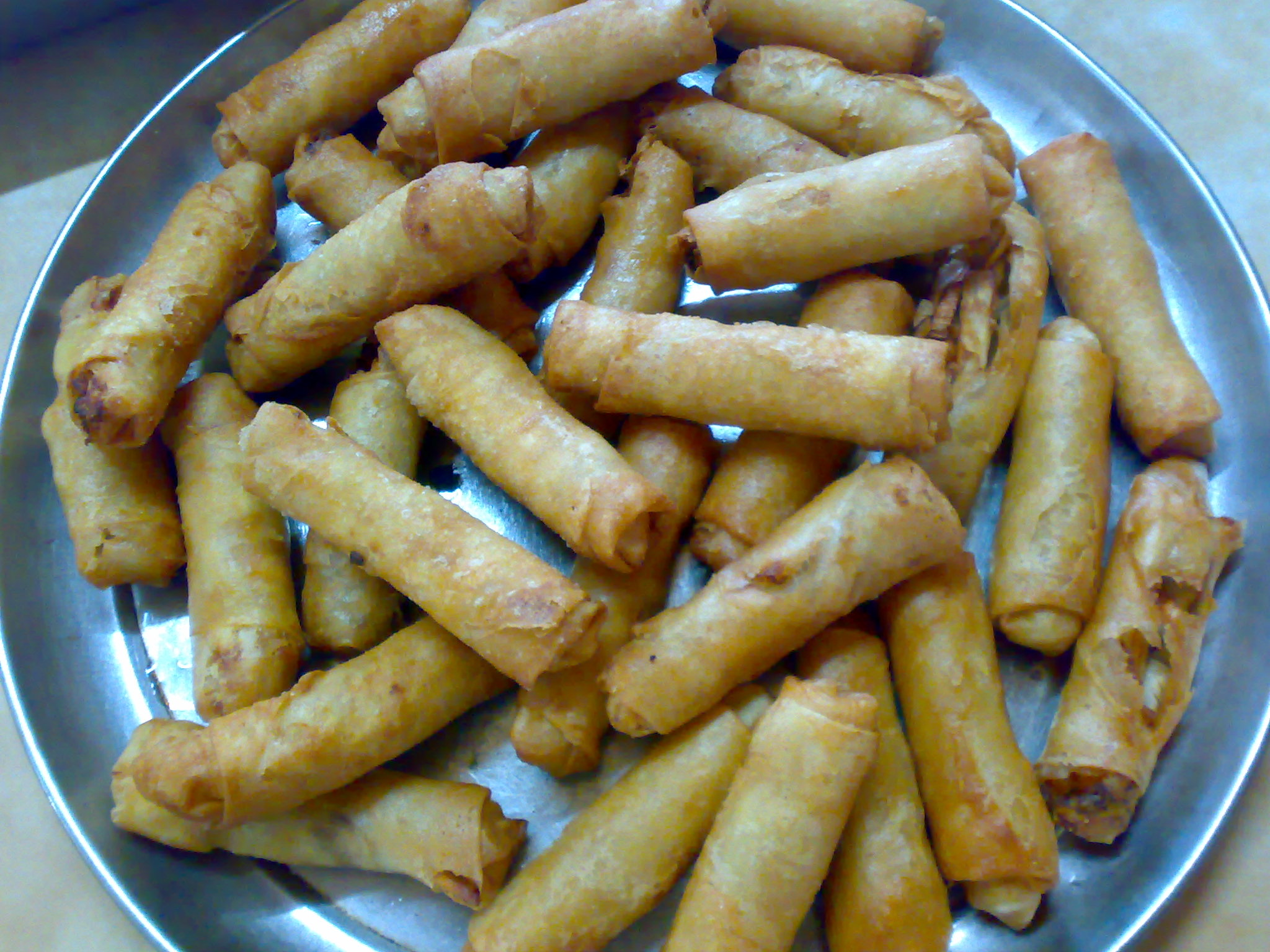
Lumpiang prito – lumpia fritto

Il Lumpiang Prito, letteralmente tradotto come involtino primavera fritto, viene preparato con del pancake fritto velocemente e ripieno di germogli di soia, carote e altri vegetali, con aggiunta di minime quantità di carne o frutti di mare. La grandezza dell'involtino è variabile. Viene servito con aceto e peperoncino oppure con una salsa conosciuta come toyo-mansi, composta di salsa di soia e succo di citrofortunella.

#### Lumpiang Ubod
Variante dolce dell'involtino, tipicamente ripiena di cocco tagliatο alla julienne o di palmito. Il Lumpiang Ubod è una specialità della città di Silay, nella Provincia di Negros Occidental.

#### Banana Lumpia o Turon
Il lumpia alla banana, chiamato anche Turon, è un dessert filippino ripieno di banane o platani tagliati in modo sottile, una fetta del frutto dell'albero dell'artocarpus ed una spolverata di zucchero di canna. Il tutto viene avvolto insieme e fritto, poi dolcificato con ulteriore zucchero di canna aggiunto durante la frittura.

### Indonesiane

#### Lumpia Basah
Il termine viene tradotto letteralmente come involtino primavera bagnato, metafora che sta a significare l'esclusione della frittura. È simile all'involtino vietnamita e viene riempito con germogli di soia, carote e gamberetti o pollo. Il piatto viene servito insieme a una salsa di nome tauco, parola Hokkien che indica i germogli di soia saltati in padella.

#### Lumpia Semarang

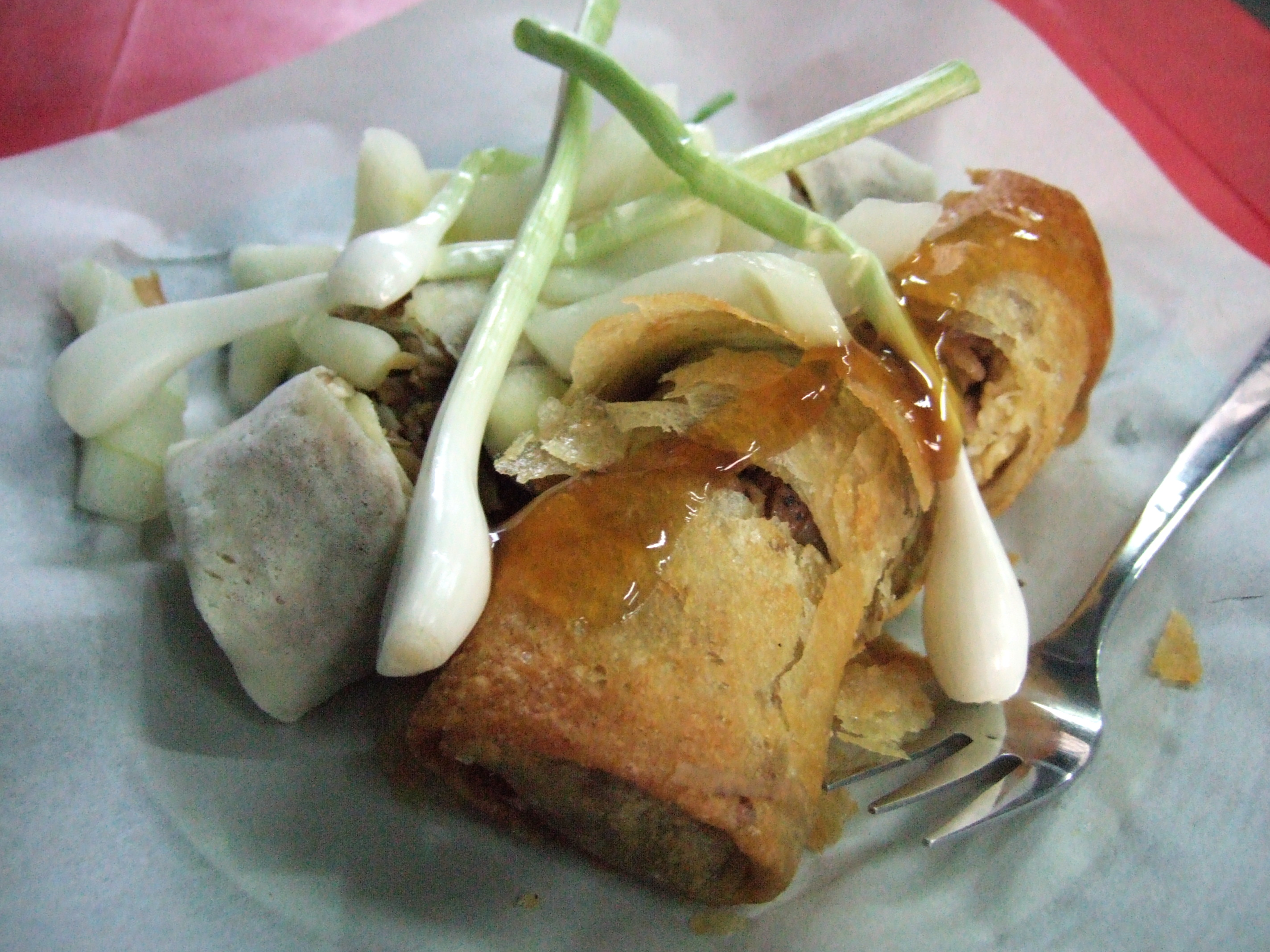
Lumpia Semarang

Questa varietà prende il nome da Semarang, la capitale della regione indonesiana di Java Centrale, e fu creata dagli immigranti cinesi stabilitisi nella città. Il lumpia viene riempito di germogli di bambù, gamberetti essiccati, pollo e/o scampi. Il ripieno viene cotto in precedenza e l'involtino può essere fritto oppure no. Il piatto viene servito insieme a una salsa preparata con zucchero di cocco, gamberetti essiccati (opzionali), acqua, diverse varianti di peperoncino, pepe bianco in polvere, amido di tapioca e porro.

## Popolarità
Il Lumpia è uno dei piatti fissi dei ristoranti filippini all'estero, soprattutto negli Stati Uniti, popolarità causata dalla semplicità della sua preparazione, in special modo per quanto riguarda il lumpia Shanghai. In patria si può gustare almeno una varietà dell'involtino in qualsiasi festività nazionale.